# Léon Thiébaut
Henri Léon Thiébaut (Parigi, 19 novembre 1880 – Parigi, 13 ottobre 1956) è stato uno schermidore francese, vincitore di una medaglia d'argento nella scherma ai giochi olimpici.